# جمیل بیگ تنبوری
جمیل بیگ تنبوری (ترکی استانبولی: Tamburi Cemil Bey, فرانسوی: Tambouri Djemil Bey‎؛ ۱۸۷۱ یا ۱۸۷۳ م. در استانبول – ۲۸ ژوئیهٔ ۱۹۱۶) موسیقی‌دان اهل ترکیه بود.

## زندگی‌نامه
جمیل بیگ در زمان حکومت امپراتوری عثمانی در استانبول به دنیا آمد. سال تولد وی ۱۸۷۱ یا یکی دو سال پس از آن بوده و به‌طور دقیق مشخص نیست. در کودکی ضمن فراگرفتن زبان فرانسوی، با موسیقی و نت‌نویسی غربی آشنا شد. وی در پانزده سالگی نواختن تنبور را فراگرفت و سپس با علی افندی تنبوری آشنا شد. وی تا بیست‌سالگی در نواختن چند ساز از جمله کمانچه و ویولنسل مهارت یافت. در آن زمان وی در اداره امور کنسولی مشغول به کار بود و پس از مشروطیت دوم، مدتی در بخش موسیقی دارالبدایع (تأسیس ۱۹۱۲ م) موسیقی تدریس می‌کرد و نهایتاً در ۱۹۱۶ م. درگذشت.

## آثار
جمیل بیگ نزدیک به چهل اثر موسیقی از خود به جا گذاشت و تألیفاتی نیز در زمینهٔ موسیقی داشت. یکی از آثار ارزشمند او «رهبر موسیقی» نام دارد که نظریات او در مورد موسیقی ترکی را در خود دارد.